# Monolepta kurosawai
Monolepta kurosawai is een keversoort uit de familie bladkevers (Chrysomelidae). De wetenschappelijke naam van de soort werd in 1961 gepubliceerd door Chujo & Ohno.